# Sara Nuru
Sara Nuru (* 19. srpna 1989 Erding) je německá modelka s mírami 80-66-96. Je vítězkou německé televizní reality show s názvem Germany's Next Top Model 2009.
Nuru děla reklamu pro C&A a pracovala pro magazíny jako Cosmopolitan.